# کلیف پالاس

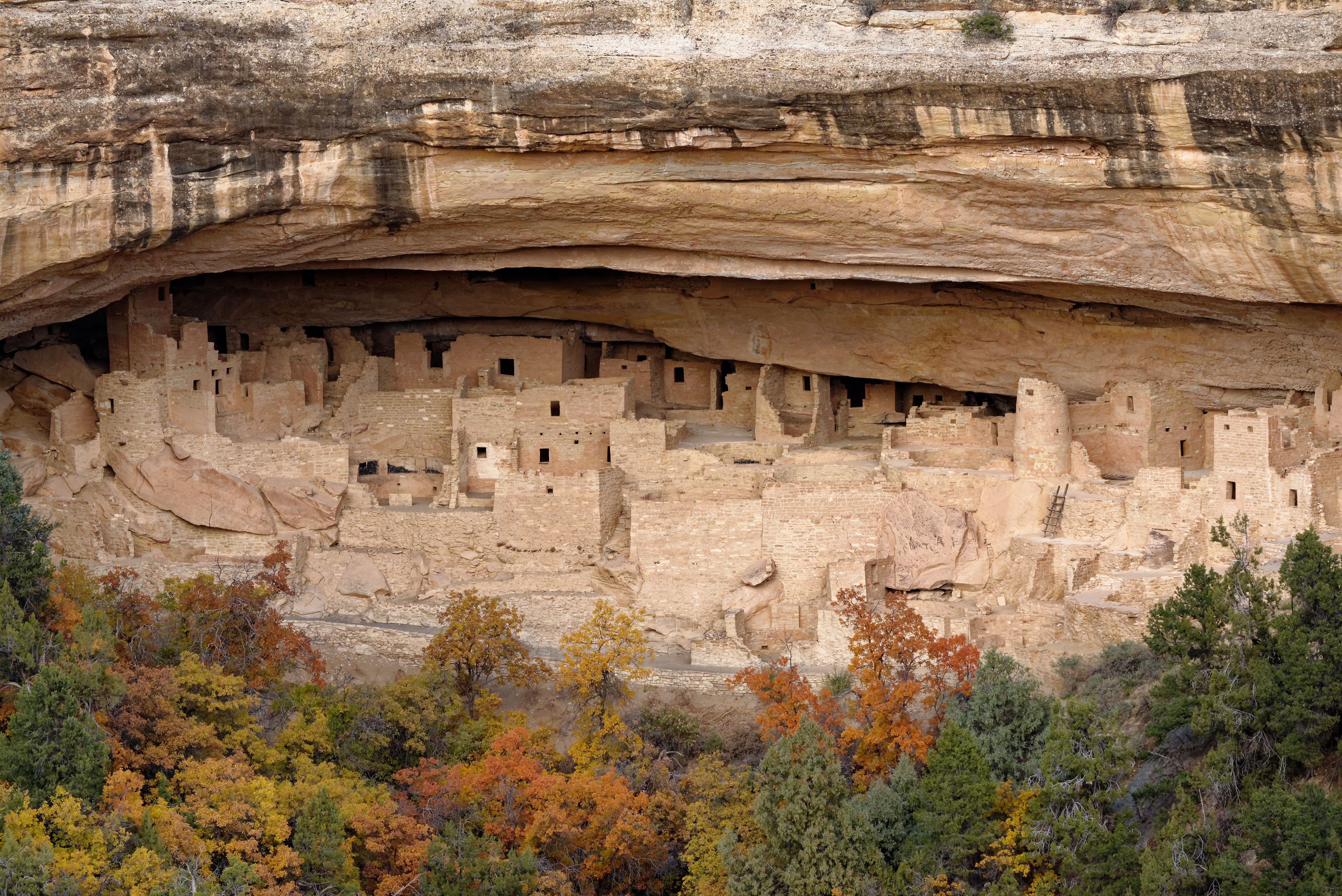
کلیف پالاس در سال ۲۰۱۸

کلیف پالاس بزرگ‌ترین اقامتگاه صخره‌ای در آمریکای شمالی است. این سازه که توسط مردمان باستانی پوئبلو ساخته شده، در پارک ملی مسا ورده در منطقهٔ سابق موطن آن‌ها قرار دارد. این مسکن صخره‌ای و پارک در شهرستان مونتزما، در گوشه جنوب غربی کلرادو، جنوب غربی ایالات متحده واقع شده‌اند.